# Кастро (культура)

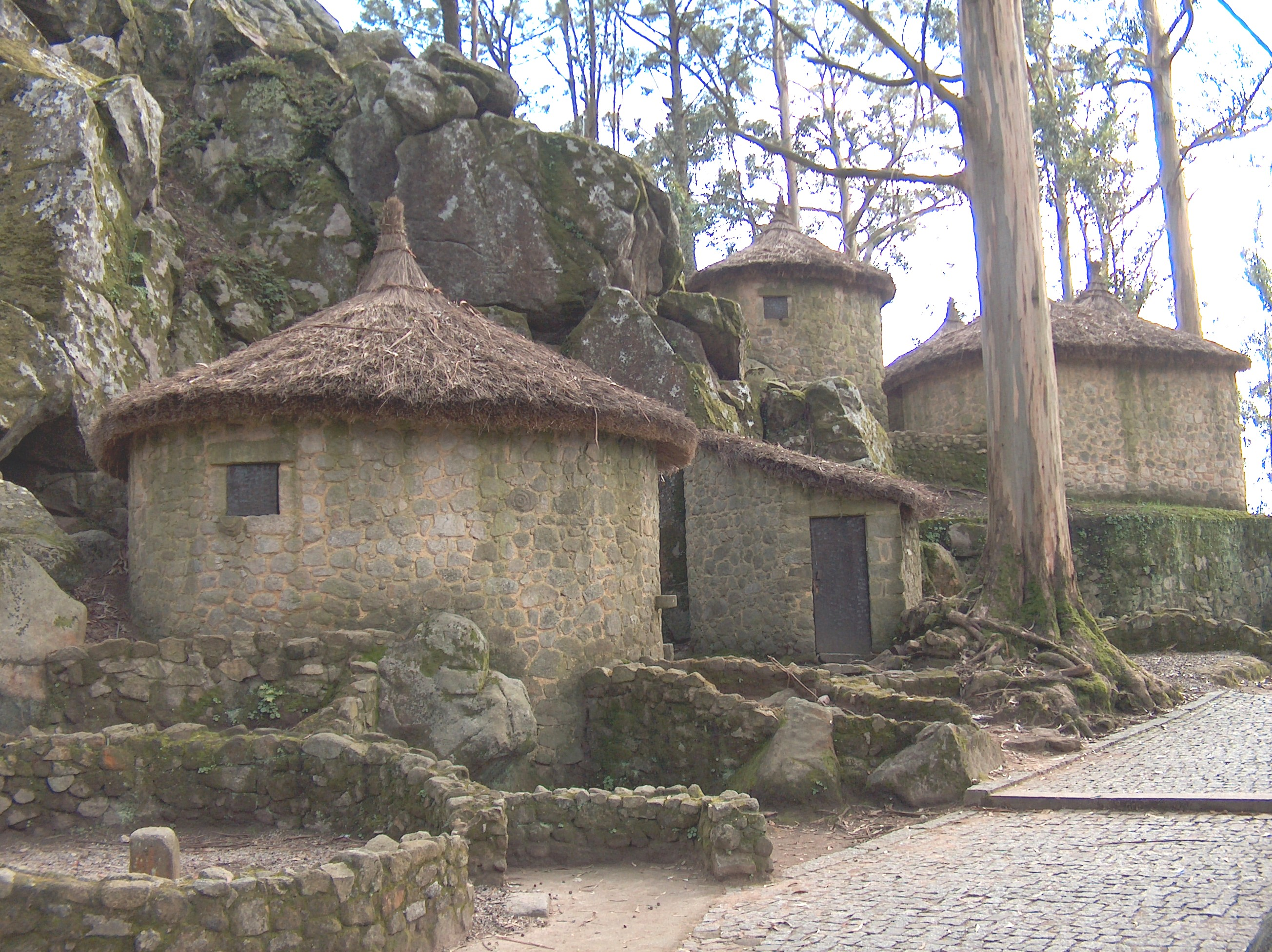
Каштру-ди-Сан-Лоуренсу, Эспозенде, Португалия.

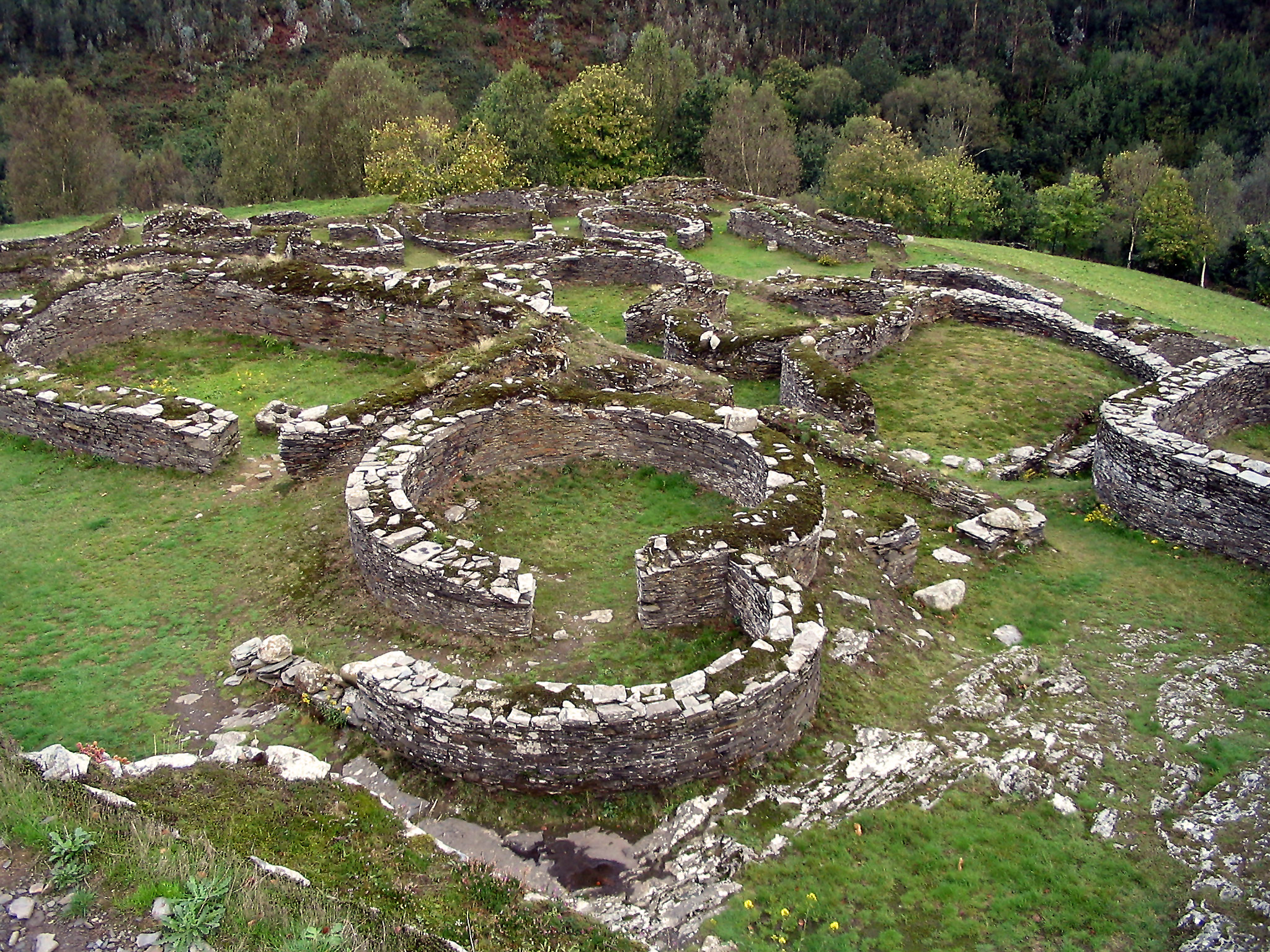
Кастро-Коанья, Астурия, Испания

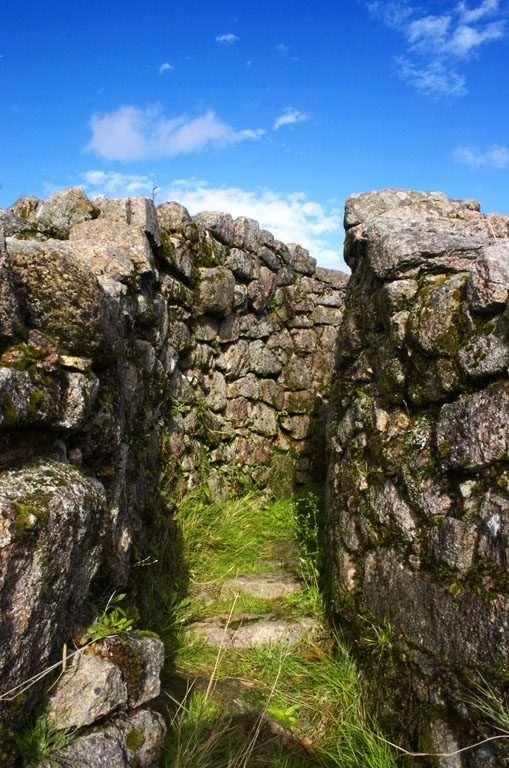
Кастро-Тронья, Испания

Культура Ка́стро (порт. Cultura castreja, исп. Cultura castreña) — археологическая культура позднего бронзового и раннего железного века (IX в. до н. э. — I в. н. э.), существовавшая в северо-западной части Иберийского полуострова (территория современной Португалии кроме южной части страны, испанские провинции Галисия, Астурия и Леон). Традиционно связывалась с северо-западными кельтами Пиренейского полуострова: галлеками, астурами, бракарами и др., и как считалось, оказавшая влияние на культуру лузитанов. Однако, с учетом расхождения по времени между появлением данной археологической культуры и принятой в настоящий момент датировкой появления к югу от Пиренеев первых кельтов (VII—VI вв. до н. э.), этническая принадлежность основателей культуры Кастро остается спорной, и может быть соотнесена с докельтскими индоевропейскими племенами, проникшими в Иберию в XI—X вв. до н. э., в том числе — с лузитанами. Наиболее важной характеристикой данной культуры были её окружённые стенами поселения и крепости на холмах, известные как «кастро» (от латинского слова castrum 'замок'). Естественными границами культуры были река Карес на востоке и Дуэро на юге.
Ряд поселений-кастро столь велики, что известны под португальским названием citânias (букв. 'городишки').
Характерные гробницы данной культуры получили в Португалии название Педра-Формоза (букв. 'прекрасный камень').

## История
Культура возникла в конце бронзового века в результате сильного культурного влияния индоевропейских пришельцев из Центральной Европы, Атлантического и Средиземноморского региона на местные культуры. В течение периода формирования культуры, который длился до V века до н. э., кастро распространились по всей территории данной культуры от побережья до центральной часть Иберийского полуострова. Культура продолжала расширяться следующие два века, пока во II в. до н. э. не столкнулась с нарастающим влиянием Римской республики. В результате столкновения с римлянами и римского завоевания культура Кастро претерпела изменения, и окончательно исчезла в I веке н. э.

## Экономика
Экономика была основана на различных видах сельского хозяйства. Были распространены злаки (в частности, пшеница и ячмень), овощи (например, бобы и репа), фрукты, орехи. Жители разводили домашний скот и охотились на диких животных, например, оленей, занимались рыбалкой и добычей моллюсков.
Культура создавала свою керамику. Скульптуры изготавливались в основном в южном регионе, их производство увеличилось после прихода римлян.
Помимо этого, важную роль в хозяйстве играла добыча металлов, в первую очередь золота, железа, меди, олова и свинца. Культура Кастро занималась добычей металлов из руды и выплавкой из них различных инструментов. Ювелирное искусство Кастро происходит из традиций бронзовго века, на нём сказалось влияние Центральной Европы и Средиземноморья. Наиболее характерными ювелирными изделиями были браслеты и серьги-подвески. Из оружия были распространены мечи и кинжалы.

## Религия
Судя по сохранившимся надписям галло-романского и астурийского периода, религиозный пантеон был достаточно велик, и определённо включал культы гармонизации отношений людей с силами природы. Погребальные обряды почти неизвестны, за исключением Сивидаде-ди-Террозу, где практиковалась кремация.